# Lesegesellschaft Gernsbach
Die Lesegesellschaft Gernsbach wurde 1847 in der ländlichen Kleinstadt Gernsbach gegründet. Lesegesellschaften waren im deutschsprachigen Kulturraum Träger der bürgerlichen Emanzipation und gehören in die Vorgeschichte der Herausbildung politischer Parteien des 19. Jahrhunderts.

## Gründung 1847
Die Lesegesellschaft in Gernsbach, seit 1803 badische Amtsstadt, wurde erst spät gegründet. In den größeren Städten Badens wie Karlsruhe (1784), Pforzheim (1785) und Heidelberg (1785) waren entsprechende Gesellschaften schon Jahrzehnte zuvor gegründet worden.
Am 22. Dezember 1847 versammelten sich 25 Bürger der Stadt, alle der bürgerlichen Oberschicht angehörend, im Gasthaus zum Badischen Hof, um eine Lesegesellschaft zu gründen. Dies waren:
- Casimir Griesbach, Schiffer
- Otto Wieland, Schiffer
- Dr. Franz Kürzel, praktischer Arzt
- Heinrich Sonntag sen., Apotheker
- Engelhard Sonntag jun., Apotheker
- Wilhelm Grötz, Schiffer und Gemeinderat
- Benedikt Grötz, Schiffer
- Wilhelm Seyfarth, Gemeinderat
- Wilhelm Katz, Stadtpfarrer
- Friedrich Kayser, Diakon und Leiter der örtlichen Lateinschule
- Gustav Wallraff, Wirt des Badischen Hofes
- David Keller, Oberlehrer
- Benedikt Kaufmann, Handelsmann
- Ludwig Gaugg, Handelsmann
- Heinrich Dreyfuß, Goldarbeiter
- Emmanuel Dreyfuß, Eisenhändler
- F. Robelt, Schiffer
- Oskar Feill, Schiffer
- Friedrich Ofterdinger, Buchhalter der Schifferschaft
- Christian Bucherer, Schifferschaft
- v. Ketterer, Oberforstmeister
- Kasimir Katz jun., Schiffer
- Madame Dr. H. Keller, Witwe
- Madame Seis, Witwe
- Madame J. Kast, Witwe

Von  den 25 Gründungsmitgliedern der Lesegesellschaft waren acht Schiffer, denn Gernsbach war der Hauptort der Holzflößerei im Murgtal. Bemerkenswert ist auch, dass drei Witwen und die drei jüdischen Bürger Benedikt Kaufmann, Heinrich Dreyfuß und Emmanuel Dreyfuß zu den Gründungsmitgliedern gehörten.
Die Initiative zur Gründung der Lesegesellschaft ging von dem aus Freiburg im Breisgau stammenden Arzt Franz Kürzel aus, der auf der Gründungsversammlung zum Vorstand gewählt wurde.

## Satzung
Die Satzung unterschied drei Arten von Mitgliedern:
- Die ordentlichen Mitglieder mussten einem selbständigen Berufszweig nachgehen und ihren dauerhaften Wohnsitz in Gernsbach haben
- Die außerordentlichen Mitglieder, die keinen selbständigen Beruf hatten und nicht in Gernsbach oder der näheren Umgebung wohnten
- Die Witwen und Damen, die kein Stimmrecht bei der Generalversammlung hatten und auch nicht bei der Abstimmung über die Aufnahme neuer Mitglieder mitbeschließen konnten.

Jährlich sollten mindestens drei Generalversammlungen stattfinden, die neben den Vereinsregularien über die Anschaffungspolitik beraten und beschließen sollten. Als Organ der Gesellschaft wurde von der Generalversammlung ein Verwaltungsrat gewählt, der aus dem Vorstand, dem Sekretär (Schriftführer), dem Bibliothekar und dem Kassierer bestand. Der Verwaltungsrat wurde für jeweils ein Jahr gewählt.
In einem Nebenzimmer des Gasthauses zum Badischen Hof befand sich das Gesellschaftslokal der Lesegesellschaft. Bei Aufnahme in die Gesellschaft musste ein einmaliges Aufnahmegeld bezahlt werden und dann jährlich der Mitgliedsbeitrag.
Im Paragraph 18 der Vereinssatzung wurde die politische Neutralität der Gesellschaft festgelegt.

## Bibliothek
Der Schwerpunkt der Anschaffungen lag auf dem unterhaltenden Sektor. Lediglich zwei politische Zeitungen wurden gleich zu Anfang abonniert: Dies waren die Deutsche Zeitung und die Allgemeine Augsburgische Zeitung. Folgende Unterhaltungsblätter wurden abonniert: Morgenblatt Kunst- und Literaturblatt, Leipziger Illustrirte Zeitung, Die neue illustrirte, humoristisch satyrische Zeitschrift, die Deutsche Vierteljahrschrift, die Allgemeine Musterzeitung sowie die Zeitung zur Verbreitung gemeinnütziger Kenntnisse. Bei der zweiten Generalversammlung wurde die Anschaffung der Karlsruher Zeitung, des Deutschen Zuschauers und des badischen Landtagsblattes beschlossen.

## Badische Revolution
Im Jahr 1848, als die Badische Revolution ihren Anfang nahm, wurde innerhalb der Lesegesellschaft heftig über den Bezug von politischen Zeitungen und Zeitschriften gestritten. Eine Minderheit von Mitgliedern konnten sich im Oktober 1848 nicht mit dem Vorschlag durchsetzen, eine Gesangsgruppe zu gründen und weitere unterhaltsame  Veranstaltungen im Winterhalbjahr durchzuführen. Die politischen Meinungsverschiedenheiten, die demokratisch gesinnten Mitglieder traten aktiv in der Lesegesellschaft auf und die konservativ bzw. unpolitisch orientierten Mitglieder erschienen kaum noch, führten nach der Generalversammlung vom 5. Dezember 1848 zum Austritt des Pfarrers Katz, des Diakons Kaiser und des Lehrers Keller. Die Lesegesellschaft wurde jedoch nicht zum  politischen Zirkel, denn der am 16. Januar 1849 gegründete Turnverein Gernsbach sammelte quer durch alle Gesellschaftsschichten die politische Linke. Auch Mitglieder der Lesegesellschaft gehörten zu den Gründungsmitgliedern des Turnvereins und des am 3. Mai 1849 in Gernsbach gegründeten Volksvereins.

## Auflösung
Die letzte Generalversammlung der Gernsbacher Lesegesellschaft, in der über die Abonnements der Zeitungen und Zeitschriften entschieden wurde, fand am 9. Juni 1849 statt. Danach sind keinerlei Informationen mehr überliefert. Am 24. Juli 1849 wurden durch Verordnung des badischen Staates alle staatsgefährdenden Vereine aufgelöst.